# Фирден
Фирден (њем. Vierden) општина је у њемачкој савезној држави Доња Саксонија. Једно је од 57 општинских средишта округа Ротенбург (Виме). Према процјени из 2010. у општини је живјело 839 становника. Посједује регионалну шифру (AGS) 3357050.

## Географски и демографски подаци
Фирден се налази у савезној држави Доња Саксонија у округу Ротенбург (Виме). Општина се налази на надморској висини од 34 метра. Површина општине износи 21,3 km². У самом мјесту је, према процјени из 2010. године, живјело 839 становника. Просјечна густина становништва износи 39 становника/km².